# Dalmo Dallari
Dalmo de Abreu Dallari (Serra Negra, 31 de dezembro de 1931 – São Paulo, 8 de abril de 2022) foi um jurista, advogado e professor universitário brasileiro, conhecido principalmente por suas obras sobre direito público. 
Foi professor emérito da Faculdade de Direito da Universidade de São Paulo, pela qual se graduou e da qual foi diretor. Entre suas obras, destaca-se o livro Elementos de Teoria Geral do Estado.

## Biografia

### Familiares
Dalmo Dallari nasceu na cidade paulista de Serra Negra, em 1931. Seu pai era descendente de italianos e era dono de uma sapataria. A família se mudou para a capital paulista em 1947 para que os filhos homens pudessem estudar. Dalmo cresceu ouvindo o pai explicar as matérias de jornal para o povo humilde do campo, que era analfabeto. Sua liderança política entre a população da cidade influenciou muito a vida de Dalmo. Seu tio morreu na Revolução de 1932.
O hábito da leitura veio da mãe, que era uma leitora assídua e admirava autores como Castro Alves e Álvares de Azevedo. Dalmo terminou o então curso clássico em Serra Negra e já estava disposto a cursar direito quando se mudou para São Paulo.
Em uma entrevista ao Museu da Pessoa, Dalmo Dallari discorre sobre seus irmãos, revelando as profissões que cada um deles ocupa:
Eu tenho quatro irmãos, um deles que é o mais velho é medico. Depois, sou eu e em seguida vem uma irmã que, de certo modo, foi vítima das concepções e dos preconceitos da época, porque eu nasci da década de 40 e ela é dois anos mais nova do que eu, naquela época não se considerava necessário que a mulher estudasse, que a mulher fosse além do grupo escolar, que a mulher tivesse uma formação universitário. Então ela também, embora gostando muito de ler, sendo culta, e além de tudo sendo também pianista, porque toda a família acabou sendo influenciada por isso. Eu, por exemplo, fui flautista, estudei solfejo, estudei flauta e minha irmã era pianista, mas nunca seguiu uma carreira universitária. Depois, vem um irmão que também fez o curso de Direito, é professor de Direito, um jurista muito respeitado no Brasil, Adilson Dallari. E por último uma irmã que também optou pela carreira jurídica, hoje é uma advogada militante, também de muito sucesso e também faz parte do conjunto de juristas da família.

### Carreira acadêmica
Formou-se em direito pela Universidade de São Paulo em 1957. Foi aprovado, em 1963, no concurso para livre-docente em teoria geral do estado na USP, e no ano seguinte passou a integrar o corpo docente dessa universidade.
Em 1974, venceu o concurso de títulos e provas para professor titular de teoria geral do estado. Foi diretor da Faculdade de Direito da USP de 1986 até 1990. Na sua gestão foi iniciada a construção do prédio anexo da Faculdade.
Aposentou-se da USP em 2001, tornando-se professor emérito em 2007.
Em 1996 tornou-se professor catedrático da UNESCO na cadeira de Educação para a Paz, Direitos Humanos e Democracia e Tolerância, criada na Universidade de São Paulo, tendo participado de seu primeiro Congresso em 1998.
Em 2001, publicou obra pioneira acerca de perspectivas do Estado para o futuro, O Futuro do Estado, em que trata do conceito de Estado mundial, do mundo sem Estados, dos chamados Super-Estados e dos múltiplos Estados do Bem-Estar.
Em sua carreira, exerceu também os cargos de vice-presidente da Comissão Internacional de Juristas; diretor do Centro de Estudos e Pesquisas de Direito Sanitário (Cepedisa); assessor do Conselho Nacional de Pesquisas (CNPq); assessor da Fundação de Amparo à Pesquisa do Estado de São Paulo (Fapesp); presidente da Fundação Escola de Sociologia e Política de São Paulo; juiz do Tribunal Permanente dos Povos; e vice-presidente do Instituto dos Advogados de São Paulo.

### Atuação política
Dallari aproximou-se do movimento operário quando, ainda estudante, trabalhava em um escritório de advocacia na Praça da Sé, em São Paulo, e testemunhou a repressão policial contra os trabalhadores grevistas. Sobre sua visão política, declarou: "Era revoltante ver a polícia a cavalo batendo nos operários. Nunca fui comunista nem tive simpatia porque sou cristão. E como cristão, preciso ser solidário".
Após o golpe de 1964, passou a fazer oposição ao regime militar.
Em 1972, ajudou Paulo Evaristo Arns a organizar a Comissão Pontifícia de Justiça e Paz da Arquidiocese de São Paulo, organização que promoveu a defesa dos direitos humanos e atuou na proteção de presos políticos e perseguidos pelo regime militar.
Foi secretário dos Negócios Jurídicos da prefeitura de São Paulo de 1990 a 1992, na gestão da prefeita Luiza Erundina.

### Morte
Dalmo morreu em 8 de abril de 2022, aos 90 anos, na capital paulista, por insuficiência respiratória. Deixou esposa (Sueli Gandolfi Dallari, também jurista e professora na Faculdade de Saúde Pública), 7 filhos, 13 netos e 2 bisnetos. Do seu primeiro casamento, foi pai de Maria Paula Dallari Bucci e Pedro Dallari, também professores na USP.

## Artigos e obras
- O município brasileiro. São Paulo: s.c.p., 1961.
- Da atualização do Estado. São Paulo: s.c.p., 1963.
- Elementos de teoria geral do Estado. 14ª ed. São Paulo: Saraiva, 1989.
- O renascer do direito: direito e vida social; aplicação do direito, direito e política. São Paulo: José Bushatsky, 1976.
- O pequeno exército paulista. São Paulo: Perspectiva, 1977.
- O futuro do Estado. São Paulo: Moderna, 1980.
- Que são direitos da pessoa. São Paulo: Brasiliense, 1981.
- Que é participação política. São Paulo: Brasiliense, 1981.
- Constituição e Constituinte. São Paulo: Saraiva, 1982.
- O direito da criança ao respeito. São Paulo: Summus, 1986.
- O Estado Federal. São Paulo: Ática, 1986.
- Direito ambiental. Revista Politécnica. São Paulo, n. 204-205, jan./jun. 1992. p. 23-24.
- A participação popular e suas conquistas. In: Cidadão constituinte: a saga das emendas populares. Coord. Carlos Michiles et al. Rio de Janeiro: Paz e Terra, 1989. p. 378-388.
- O Poder Judiciário e a filosofia jurídica na nova Constituição. In: Poder Judiciário e a nova Constituição. São Paulo: Lex, 1990. p. 9-23.
- Direitos Humanos e Cidadania
- O poder dos juízes, ed. Saraiva
- Os Direitos da Mulher e da Cidadã por Olímpia de Gouges, ISBN-10: 8547210792 ISBN-13: 978-8547210793